# Зал слави NASCAR
35°13′18″ пн. ш. 80°50′36″ зх. д. / 35.221599° пн. ш. 80.843277° зх. д.
Зал слави NASCAR, розташований у м.Шарлотт, штат Північна Кароліна, тут вшановують водіїв, які продемонстрували виняткову майстерність у керуванні автомобілем NASCAR, керівників екіпажів та їх власників, телерадіомовників та інших основних учасників змагань. 

## Історія та будівництво
NASCAR взяв на себе зобов'язання побудувати Зал Слави, і 6 березня 2006 року місто Шарлотт було обрано місцем розташування цього Залу. Основа для об’єкта, вартістю 160 мільйонів доларів США, була закладена 26 січня 2007 року, а офіційне відкриття відбулося 11 травня 2010 року.
Новий Зал Слави приносить сотні робочих місць та збільшення туризму в м.Шарлотт. На додаток до Залу Слави, в травні 2009 року було відкрито 20-поверхову офісну будівлю NASCAR Plaza. Будівля площею 39 000 квадратних футів (36 000 м2) є будинком з офісами, пов'язаних із Залом Слави, NASCAR Digital Media, Ліцензійний підрозділ NASCAR, а також ліцензіат відеоігор NASCAR Dusenberry Martin Racing (нині відомий як 704Games). Серед інших орендарів - Charlotte Regional Partnership и Lauth Property Group. Річард Петті та Дейл Інман допомогли представити перший артефакт у Залі слави - Плімутський Бельведер, на якому Петті досяг 27 перемог у 1967 році.
Місто Шарлотт відповідало за будівництво об’єкта та є власником Залу Слави NASCAR. Однак він знаходиться у відомстві регіональної туристичної агенції м.Шарлотт. Вінстон Келлі - виконавчий директор Залу слави NASCAR. Всесвітньо відома компанія Pei Cobb Freed & Partners керувала розробкою проектів, а Leslie E. Robertson Associates були інженерами-будівельниками. Архітектурна фірма Little Diversified Architectural Consulting, що базується в м.Шарлотт, є місцевою архітектурною фірмою, яка контролює багато аспектів проектування та будівництво проекту. Компанія LS3P Associates, Ltd. була архітектором офісної вежі.
Фірма Тобін Старр + Партнери виконувала функції архітекторів об’єкту, забезпечуючи постійне представництво компанії Pei Cobb Freed & Partners на період будівництва. Проектування та виготовлення мебіусу з нержавіючої сталі, який обертається навколо конструкції, завершила архітектурна компанія Zahner із Канзас-Сіті. Дизайн виставки виконано однією з найбільших у світі фірм, що спеціалізується на дизайні музейних виставок Ralph Appelbaum Associates, а освітлення виставки - Technical Artistry. Тобін Старр + Партнери є відомими в сфері архітектури виставкових та глядацьких приміщень. Компанія Jaros, Baum & Bolles. (JB&B) надавала послуги інженерів-механіків, електриків та сантехніків.
Роботи з розкопок та будівництва майданчиків розпочалися 21 травня 2007 року. На об’єкті є Зал Слави та 19-поверхова офісна вежа. Зал слави NASCAR розміщений на площі 150 000 квадратних футів. У червні 2008 року NASCAR оголосив, що відкриття заплановане на 11 травня 2010р. У 2009р. Зал Слави NASCAR заключив партнерство з американським рестораном Buffalo Wild Wings, щоб стати його ексклюзивним ресторанним партнером в м.Шарлотт.

## Вибір місця
Через те, що перегони на серійних автомобілях сягають корінням в саму історію перегонів, та через велику кількість знаменитих гонщиків з Північної Кароліни, м.Шарлотт вважалося фаворитом у багатьох фанатів і коментаторів.
У цьому районі є багато офісів NASCAR, а також багато команд у трьох основних серіях NASCAR (Cup, Xfinity та Truck Series), що складає понад 73% співробітників автоспорту в Сполучених Штатах.
Зал Слави знаходиться в місті Шарлотт, приблизно за 25 хвилин на південь від гоночної траси Charlotte Motor Speedway. Тендер очолив автовласник NASCAR Рік Хендрік, потім мер Пат Маккрорі та бізнес-лідери  м.Шарлотт. Pei Cobb Freed & Partners були залучені для проектування комплексу, який знаходиться поруч із конференц-центром Шарлотт.

### Будівля Залу слави
Будівля містить:
- Перший поверх:
  - Театр High Octane - Кінозал під землею, який демонструє гостям відео, включаючи відео для початківців.
- Другий поверх:
  - Ceremonial Plaza - відкритий "внутрішній дворик" із відеоекраном.
  - Glory Road - 33-градусний нахилений з’їзд (такий же як у Talladega Superspeedway) із 18 різними автомобілями та 46 бувшими та нинішніми трасами.
  - Великий зал - тут його називають Таймс-сквер, де будуть розміщені відео-екран розміром 14 футів (4,3 м) на 18 футів (5,5 м) та обертові експонати.
  - "Студія 43" - названа на честь автомобільного номера Річарда Петті - використовується для телевізійного виробництва.
- Третій поверх:
  - Зал Пошани - стіна на 360-градусів із увічненими почесними гостями, служить центральним елементом будівлі для кожного прихильника зі своїм експонатом.
  - Симулятори транспортера та гоночного автомобіля - симулятори, надані iRacing.com.[7]
  - Усередині NASCAR - імітує фактичний тиждень у команді NASCAR, починаючи від підготовки до перегонів, закінчуючи оглядом, практикою, випробуваннями на час та перегонами.
- Четвертий поверх:
  - Гоночна траса «Heritage» - тут зосереджена семидесятилітня історія NASCAR, включаючи скляну секцію з історичними артефактами з історії перегонів на серійних автомобілях.

На території є сувенірний магазин, кафе Залу Слави та ресторан Buffalo Wild Wings. Розширення, яке включає новий бальний зал, є частиною проекту.
Хоча більшість інформації щодо заявки м. Шарлотт було оприлюднено добровільно, газета "Charlotte Observer"  звернулася до Генерального прокурора з проханням повного розкриття фінансових деталей.
Самопроголошеним гаслом, яке м.Шарлотт використовувала для Залу Слави, було: «Перегони були створені тут. Перегони будуть тут". Поточне гасло Залу слави тASCAR звучить так: "Це наш спорт. Це наш дім".

### Інші кандидати
Двома іншими містами на момент оголошення, які брали участь в конкурсі, були Атланта і Дейтона-Біч

#### Інші заявки
Штат Алабама згадувався як місце потенційного кандидата, але його більше не розглядали як претендента, можливо тому, що в м.Лінкольні, штат Алабама, знаходиться Міжнародний зал слави автоспорту, який не пов’язаний з NASCAR. Єдиний північний район, який розглядав пропозиції торгів, був у штаті Мічиган. Детройт готував заявки, але представники штату вирішили їх не подавати. Міста Річмонд, штат Вірджинія, і Канзас-Сіті, штат Канзас, були серед п’яти фіналістів, але 5 січня 2006 року NASCAR оголосив, що вони були виключені з участі у виборах, залишивши лише Атланту, Шарлотт та Дейтона-Біч.

## Процес прийняття та відбору

### Право на участь
Бувші гонщики повинні були пропрацювати в NASCAR не менше 10 років і вийти на пенсію не пізніше трьох років. Починаючи з номінацій в Зал Слави 2015 року, за які голосували в 2014 році, правило трьох років скасовується для водіїв, які беруть участь в змаганнях, санкціонованих NASCAR, протягом 30 або більше років, або досягли 55-річного віку. Правило застосовується до всіх змагань, санкціонованим NASCAR; деякі гонщики, які занесені в Зал Слави, не приймали участі в Кубковій серії.
Люди, які не є водіями, повинні мати досвід роботи в галузі не менше десяти років. Деякі кандидати з меншою кар'єрою будуть розглянуті при наявності особливих обставин. 

### Процес відбору

#### Номінація
Номінаційний комітет із 20 членів обирає кандидатів серед тих, хто має право на участь. До складу комітету входять:
- Сім представників NASCAR;
- Виконавчий директор Залу слави NASCAR Вінстон Келлі;
- Історик Залу слави NASCAR;
- Власники треків (по два від International Speedway Corporation та Speedway Motorsports Inc.), представник корпорації Penske (Indianapolis Motor Speedway), представник Mattco Inc. (Pocono Raceway) та представник Dover Motorsports Inc. (Dover International Speedway)
- Чотири власника треків з історичних коротких трас: стадіон Bowman Gray, Rockford Speedway, Holland Motorsports Complex та оператор треків Західного узбережжя Кен Клепп.[11]

#### Голосування
Після того, як номінаційний комітет відбере список кандидатів, комісія з голосування, що складається з номінаційної комісії та ін. осіб, подає 48 голосів:
- 14 представників засобів масової інформації: по три від Національної асоціації автомобільної преси, спортивного редактора Associated Press і асоціації Eastern Motorsports Press; по одному від нинішніх правовласників Fox Broadcasting Company, Comcast Corporation, Motor Racing Network, Performance Racing Network і Sirius XM NASCAR Radio.
- По одному представнику від діючих виробників - Chevrolet, Ford та Toyota;
- Троє водіїв на пенсії;
- Троє власників на пенсії;
- Троє відставних начальників екіпажів;
- Чинний чемпіон серії NASCAR Cup;[12]
- Один бюлетень, який представляє результати голосування фанатів на NASCAR.com.

## Відбір кандидатів
Загалом 58 осіб були включені до Залу слави NASCAR. 43 були прийняті на посаду водіїв, 24 з яких були призначені виключно як водії. Решта 19 були залучені до роботи як водії, власники та / або мовники. Серед не-водіїв 8 були призначені за власників, 4 - промоутерами та 4 - начальниками екіпажів.